# Уарлок (филм, 1959)
„Уарлок“ (на английски: Warlock) е уестърн на режисьора Едуард Дмитрик, която излиза на екран през 1959 година.

## Сюжет
Малкото градче в дивия запад Уарлок (Warlock) е непрекъснато тероризирано от банда разбойници. Те притежават власт над всичко. Законът тук е безсилен. Шериф в града не успява да се задържи дори седмица. Някои осмелили се да вземат закона в ръцете си са избити, а други без време избягали. За да се защити, собственикът на местния салон Морган наема професионалния убиец Клей Блейздел, който трябва да въведе ред в заведението му. Облечен като истински джентълмен, хладнокръвният и опитен стрелец Блейздел, веднага се харесва на гражданите, който решават да му предложат шерифската значка, разчитайки, че ще съумее да ги защити от бандата.

## В ролите
| Актьор          | Роля          |
| --------------- | ------------- |
| Ричард Уидмарк  | Джони Ганън   |
| Хенри Фонда     | Клей Блейздел |
| Антъни Куин     | Том Морган    |
| Дороти Малоун   | Лили Долар    |
| Долорес Майкълс | Джеси Марлоу  |
| Уолас Форд      | съдия Холоуей |
| Том Дрейк       | Ейб Маккуон   |
| Л. К. Джоунс    | Фен Джигс     |
| Дефорест Кели   | Кърли Бърн    |